# Herman Steiner
Herman Steiner (Dunajská Streda, 15 aprile 1905 – Los Angeles, 25 novembre 1955) è stato uno scacchista statunitense.

## Biografia
Nato in Slovacchia quando era parte dell'Impero austro-ungarico, si trasferì con la famiglia negli Stati Uniti a pochi anni d'età. Cominciò a frequentare da molto giovane lo Hungarian Chess Club e lo Stuyvesant Chess Club di New York e nel 1929 vinse (alla pari con Jacob Bernstein) il campionato dello Stato di New York.
Nel 1932 si trasferì a Los Angeles. Fondò lo Steiner Chess Club, in seguito chiamato Hollywood Chess Group. Era frequentato spesso da diverse star del cinema, tra cui Humphrey Bogart, Lauren Bacall, Charles Boyer e José Ferrer.
Nel 1946 giocò un match contro Arnold Denker per il campionato americano, ma perse 4-6. Due anni dopo vinse a South Fallsburg il campionato americano, davanti a Isaac Kashdan.
Giocò tre match contro Reuben Fine: nel 1932 a New York (perse a 4,5-5,5), nel 1944 a Washington (perse 0,5-3,5) e nel 1947 a Los Angeles (perse 1-5).
Partecipò con la squadra americana a quattro olimpiadi dal 1928 al 1950, vincendo tre medaglie: a L'Aia 1928 argento di squadra e a Praga 1931 oro di squadra e argento individuale.
Vinse tre volte il campionato della California: nel 1945, 1953 e 1954.
Altri risultati furono i seguenti:
- 1929   1º ad Hastings nel torneo Hastings Premier Reserves
- 1931   1º a Berlino, davanti a Fritz Sämisch e Lajos Steiner
- 1935   =1º a Hollywood con Reuben Fine e Arthur Dake
- 1942   =1º con Daniel Yanofsky al campionato statunitense open
- 1946   1º al Victory Tournament di Londra, davanti a Xavier Tartakower e Ossip Bernstein
- 1948   1º al campionato statunitense open
- 1952   3º a Hollywood, dietro a Svetozar Gligorić e Arturo Pomar

Herman Steiner fu molto attivo come organizzatore e giornalista scacchistico. Curò la rubrica di scacchi del Los Angeles Times dal 1932 fino alla morte.
Era cugino di Lajos Steiner e di Endre Steiner.